# غراهام هويل
غراهام هويل (بالإنجليزية: Graham Howell)‏ (18 فبراير 1951 في المملكة المتحدة - ) هو لاعب كرة قدم بريطاني في مركز الظهير. لعب مع برادفورد سيتي وبرايتون أند هوف ألبيون وكامبريدج يونايتد ومانشستر سيتي ونادي فيستيروس ‏.

## وصلات خارجية
- غراهام هويل على موقع قاعدة بيانات كرة القدم.إي يو (الإنجليزية)